# Хэмилл, Дороти
До́роти Стюарт Хэ́милл (англ. Dorothy Stewart Hamill; род. 26 июля 1956 года в Чикаго, США) — американская фигуристка, бизнесмен, писательница и актриса, выступавшая в одиночном фигурном катании, олимпийская чемпионка 1976, чемпионка мира по фигурному катанию (1976), серебряный призёр чемпионата мира по фигурному катанию в 1974 году и 1975 году, трёхкратная чемпионка США (1974—1976). По сей день она является легендой американского фигурного катания.

## Биография
Дороти Стюарт Хэмилл родилась в Чикаго, Иллинойс, в многодетной семье Чэлмерса и Кэррол Хэмилл. Она была самым младшим ребёнком в семье. У Дороти есть старший брат Сэнди и сестра Марсия.
Вскоре после рождения третьего ребёнка семья переехала в Гринвич, Коннектикут, где и прошло её детство.
Будущая олимпийская чемпионка впервые встала на коньки в восьмилетнем возрасте (начало 1965 года). Местом для тренировок служил замёрзший пруд, который располагался за домом её бабушки. Девочка проявляла невероятное упорство. Позже её родители вспоминали, как в половине пятого утра, зимой, их двенадцатилетняя Дороти шла с коньками через плечо за десять миль, чтобы отрабатывать в одиночестве прыжки и вращения, скольжение назад и прочие ледовые пируэты. И вскоре такие тренировки принесли свои плоды. Позже, поступив в секцию фигурного катания, она начала делать просто ошеломляющие успехи.

## Карьера

### Спортивная карьера
Свой первый в карьере титул Дороти Хэмилл выиграла в 1969 году на чемпионате США в своей возрастной категории. Тогда ей было всего 12 лет. Весной того же года была приглашена в Мэдисон Сквер Гарден, где принимала участие в показательных выступлениях. Годом позже юная спортсменка заняла второе место на юниорском чемпионате США. В 1971 году состоялся её дебют на чемпионате мира.
С 1974 по 1976 год побеждала на чемпионате США по фигурному катанию.Первый большой международных успех пришёл к ней на чемпионате мира в Братиславе в 1973 году, где она заняла 4-е место, вслед за Карен Магнуссен из Канады, Джанет Линн из США и Кристиной Эррат из ГДР. На чемпионате мира по фигурному катанию 1974 года, который проходил в Мюнхене, она уже завоевала серебряную медаль. На следующем чемпионате мира она повторила успех, снова завоевав серебряную медаль.
Самый громкий успех пришёл к ней на Олимпийских играх 1976 года в Инсбруке, где ей удалось стать олимпийской чемпионкой. В том же году она праздновала ещё одну победу, став чемпионкой мира.
Вот что она сама говорит о своём выступлении на тех играх:

Я очень волновалась. Я ужасная трусиха. Перед выступлением у меня дрожали коленки… Хорошо еще, что рядом со мной был мой тренер Карло Фасси — это единственный человек, кому удаётся хоть немного меня успокоить…
Просто не представляю свою жизнь без катка. И без аплодисментов. Я не умею кататься, когда в зале тишина. Я думаю, что что-то не так, волнуюсь, ошибаюсь… Ну а если слышу аплодисменты, значит, все нормально. Реакция зрителей придает мне уверенность. 
Также необходимо отметить тот факт, что именно она не только одержала ряд побед в соревнованиях фигуристов, но и внесла вклад в развитие всего фигурного катания в целом. Именно ей принадлежат некоторые элементы фигурного катания, ставшие впоследствии его классикой. Ей приписывают такое упражнение, как «Hamill camel» — вращение, переходящее во вращение сидя.
Буквально на глазах Дороти превращалась в легенду мирового фигурного катания. Её неизменная стильная короткая стрижка немедленно вызвала волну подражаний, а улыбка очаровала миллионы зрителей по всему миру. Толпы фанатов так забрасывали лед, на котором выступала Дороти, цветами, что помогать их собирать выезжало сразу несколько девочек, а трибуны все не желали отпускать свою любимицу.

### Жизнь после завершения выступлений
После завершения своей спортивной карьеры Дороти Хэмилл занялась бизнесом, но после ряда довольно рискованных инвестиций она объявила о своём банкротстве.
Кроме того, она сыграла несколько ролей в телефильмах и кинофильмах. Почти все её роли предполагали катание на коньках. Она сыграла в телевизионных фильмах «French-Canadian Christmas» в 1981 году, «The Nutcracker: A Fantasy on Ice» в 1983-м, сыграла Джульетту в «Romeo and Juliet on Ice» в том же 1983 году, а также Золушку в «Cinderella… Frozen in Time» в 1994-м и некоторых других. Самой последней на данный момент ролью в кино является роль в спортивной комедии Джоша Гордона и Уилла Спека «Лезвия славы: Звездуны на льду» (Blades of Glory) (2007 год), которая имела огромный успех.

## Личная жизнь
Дороти Хэмилл была замужем 3 раза. Два её первых брака завершились разводами. С 1982 по 1984 Дороти была замужем за актёром и певцом Дином Пол Мартином. Являлась мачехой сыну Мартина Александру. В 1987—1995 — за доктором Кеннетом Форсайтом. От второго брака у Хэмилл есть дочь Александра (родилась в 1988 году). Кроме родной дочери воспитывала двух приёмных детей — Дженнифер и Даниэля (Дети Форсайта от предыдущего брака).
В 2007 году у неё был диагностирован рак молочной железы. В январе 2008 году сообщила о том, что была больна раком, но после прохождения курса лечения смогла победить это страшное заболевание и вернулась к участию в различных ледовых шоу.

Вместе со своей дочерью живёт в Балтиморе, Мэриленд.
В одном из своих интервью сообщила, что снова вышла замуж. Третий (с 2009 года) муж, юрист Джон Маккола.

## Спортивные достижения
| Соревнования            | 1968-69 | 1969-70 | 1970-71 | 1971-72 | 1972-73 | 1973-74 | 1974-75 | 1975-76 |
| ----------------------- | ------- | ------- | ------- | ------- | ------- | ------- | ------- | ------- |
| Зимние Олимпийские игры |         |         |         |         |         |         |         | 1       |
| Чемпионаты мира         |         |         |         | 7       | 4       | 2       | 2       | 1       |
| Чемпионаты США          | 1N.     | 2J.     | 5       | 4       | 2       | 1       | 1       | 1       |
| Nebelhorn Trophy        |         |         |         | 1       |         |         |         |         |
| St. Gervais             |         |         |         | 1       |         |         |         |         |
| Richmond Trophy         |         |         |         |         | 1       |         |         |         |

- N = уровень «новички»; J = юниоры

## Фильмография
- 1978 — 1984 — Остров фантазий (сериал)
- 1978 — 1986 — Биография (сериал)
- 1981 — French-Canadian Christmas
- 1983 — Ромео и Джульетта на льду (мюзикл)
- 1983 — The Nutcracker: A Fantasy on Ice
- 1994 — Cinderella… Frozen in Time
- 1997-2009 — E! Правдивая голливудская история
- 2007 — Лезвия славы: Звездуны на льду

## Интересные факты
- Участвовала в церемонии открытия Зимних олимпийских игр 2002. Вместе с Диком Баттоном несла факел с олимпийским огнём[10].
- После развода с Дином Пол Мартином страдала от депрессии.
  - Её дочь также страдает от депрессии.
- В 2000 году была введена в Зал Славы мирового фигурного катания.
- Входит в список желанных женщин Росса Геллера из сериала «Друзья».